# یواس‌اس رنجر (سی‌وی-۴)
یواس‌اس رنجر (سی‌وی-۴) (به انگلیسی: USS Ranger (CV-4)) یک کشتی بود که طول آن ۷۳۰ فوت (۲۲۲٫۵ متر) بود. این کشتی در سال ۱۹۳۳ ساخته شد.